# Aleksandr Bezhevets
Aleksandr Sávich Bezhevets (del ruso: Алекса́ндр Са́ввич Бежеве́ц) fue un piloto de pruebas ruso soviético, Piloto de Pruebas Honorable de la URSS (1971). Fue general-mayor de la aviación desde 1978. Héroe de la Unión Soviética (1975).

## Biografía
Nació el 16 de julio de 1929 en Slipchisti, en el raión de Chérniajiv del óblast de Zhytómyr de la RSS de Ucrania de la Unión Soviética. En 1948 se graduó en la Escuela Especial de las Fuerzas Aéreas de Kiev y ese mismo año ingresó en el ejército. Se graduó en 1951 en la Escuela de pilotos de aviación militar de Bataisk, de la cual fue instructor desde 1954. En 1959 acabó su formación la Academia de Ingeniería Aérea Militar A. F. Mozhaisk.
De 1959 a 1988 trabajó como piloto de pruebas en el Instituto Estatal Condecorado con la Orden de la Bandera Roja Científico de Pruebas de las Fuerzas Aéreas. De 1975 a 1983 fue jefe de la 1.ª Dirección, que se ocupaba de las pruebas de los aviones en Ajtúbinsk, y entre 1983 y 1988 fue jefe de la 4.ª Dirección que realizaba pruebas de aviones militares de transporte y helicópteros en el aeródromo Chkálovski. Realizó las pruebas estatales de los aviones supersónicos MiG-25R (1966-1967), MiG-23B (1969-1970), MiG-27K (1974), MiG-31 (1979), MiG-29 (1980-1981), el avión a reacción militar de transporte An-124 (1983-1984) y otros aviones.
Entre 1971 y 1972 participó con el avión supersónico MiG-25R en una misión secreta en relación con las tensiones entre Egipto e Israel. Realizó cincuenta operaciones de reconocimiento, 2 de ellas sobre territorio israelí.
Por el coraje y el heroísmo mostrados en la prueba de las nuevas aeronaves, por Decreto del Presidium del Sóviet Supremo de la Unión Soviética del 3 de abril de 1975 se le otorgó al coronel Bezhevets el título de Héroe de la Unión Soviética con la entrega de la Orden de Lenin y la Estrella de Oro (n.º 11.232). En noviembre de 1981 le fue concedido el Premio Estatal de la URSS por haber probado con éxito el interceptor supersónico MiG-31. En total probó 80 tipos de aviones.
Bezhevets pasó a la reserva del ejército en enero de 1989. Hasta 1998 trabajó como representante del Instituto de Vuelo e Investigación M. M. Gromov en el aeródromo Chkálovski de Shchólkovo en el óblast de Moscú.
Murió el 22 de julio de 2015 en el Hospital Central de Investigación de la Aviación. Fue enterrado en el Cementerio Memorial Militar Federal.

## Condecoraciones
- Héroe de la Unión Soviética con Orden de Lenin y Estrella de Oro n.º 11.232 (1975)
- Orden de Lenin (1982)
- Orden de la Bandera Roja (1971).
- Medalla Conmemorativa por el Centenario del Natalicio de Lenin.
- Medalla a los 20 años de la Victoria en la Gran Guerra Patriótica 1941-1945
- Medalla Veterano de las Fuerzas Armadas de la URSS
- Medalla a los 40 años de las Fuerzas Armadas de la URSS
- Medalla a los 50 años de las Fuerzas Armadas de la URSS
- Medalla a los 60 años de las Fuerzas Armadas de la URSS
- Medalla por un Servicio Impecable
- Piloto de Pruebas Honorable de la URSS
- Premio Estatal de la URSS (1981)